# Bisma Karisma
Bisma Karisma (nacido en Bandung, el 27 de noviembre de 1990) es un cantante indonesio que formó parte de la banda musical SM*SH. Antes de unirse a SM * SH, Bisma desempeñaba también como bailarín de breakdance. También participó en un Concurso de baile denominado "Let 's Dance" en una cadena de televisión mundial y se convirtió en el primer ganador, también ganador del segundo lugar en "Let' s Dance" en Japón. Bisma fue alumno de la SMA Angkasa Bandung. También ha tomado cursos de Comunicación Visual en el Universitas Komputer Indonesia.

## Discografía

### As SM*SH Member
- I Heart You (2010)
- Senyum Semangat (2011)
- Ada Cinta (2011)
- Akhiri Saja (2011)
- Selalu Bersama (2011)

## Ópera
- "Cinta Cenat Cenut" (2011) as Bisma[1]